# BSA Light Six
De BSA Light Six was een lichte automobiel die voor BSA door dochteronderneming Daimler werd gebouwd van 1934 tot 1936.

## Voorgeschiedenis
BSA was van oorsprong een wapenfabriek, opgericht door veertien wapensmeden die tijdens de Krimoorlog volop werk hadden gehad, maar daarna niet meer. Het Britse Ministerie van Oorlog richtte staatsbedrijven op die met Amerikaanse machines wapens gingen produceren. De  Birmingham Small Arms Trade Association begon dus met de productie van fietsen en aan het begin van de 20e eeuw ging men ook framedelen leveren waardoor een fiets kon worden voorzien van een inbouwmotor, vooral van het Belgische Minerva. Van een eigen productie van motorfietsen, waardoor het merk uiteindelijk beroemd zou worden, was nog geen sprake. Rond 1905 leek de wapenproductie een nieuwe kans te krijgen, toen BSA de Royal Small Arms Factory in Sparkbrook van de Britse staat kon overnemen. Het War Office probeerde een kwart van de productie van Lee-Enfield-geweren aan deze fabriek te geven, maar kwam die belofte niet na. Men besloot daarop te beginnen met de productie van auto's om de fabriek in Sparkbrook draaiende te houden. BSA Cycle Co, opgericht voor de fietsproductie, werd verantwoordelijk voor de autoproductie en begon in 1907 met de productie van auto's. Om kennis én motoren te verkrijgen werd in 1910 Daimler in Coventry overgenomen. Vanaf dat moment kwamen de carrosseriën uit Sparkbrook en werden de auto's bij Daimler geassembleerd. De verkopen verliepen niet goed en toen de Eerste Wereldoorlog de productie tot stilstand bracht overleefde BSA met de levering van Lewis Guns, granaten en motorfietsen. Van 1921 tot 1926 werden opnieuw auto's geproduceerd, maar opnieuw ging het niet goed: in vier jaar tijd werden ongeveer 1.000 auto's gemaakt. Vooral de concurrentie van de goedkopere Austin Seven deed BSA de das om. 

### BSA driewielers
Eind jaren twintig ging het niet goed met de Britse industrie. Men had net de algemene staking van 1926 achter de rug en er kwam steeds meer vraag naar goedkope vervoermiddelen. Voor de motorrijders kon BSA daar wel aan voldoen, met modellen van 150- tot 1000 cc, die ook als zijspantrekker voldeden. Men zag echter ook markt voor kleine auto's en daarom verscheen in 1929 een BSA-driewieler met twee voorwielen, voorwielaandrijving en een 1000cc-V-twin-motor. Na de beurskrach van 1929 werd de markt voor kleine auto's nog belangrijker en BSA kocht autofabrikant Lanchester in Birmingham op. Via badge-engineering kon men nu ook Lanchester-auto's onder de BSA-naam verkopen. Het eerste model was de BSA Ten, gebaseerd op de Lanchester Ten en uitgebracht in 1932.

## BSA Light Six
De BSA Ten was een goedkopere uitvoering van de Lanchester Ten en zo was het met de BSA Light Six en de Lanchester Light Six ook. De motor was een verkleinde versie van die van de Lanchester 18, een zescilinderlijnmotor met kopkleppen en een cilinderinhoud van 1378 cc, maar met een kettingaangedreven dynamo. Men gebruikte het X-chassis van de BSA Ten waar de combinatie motor-koppeling-versnellingsbak op vier punten met rubbers aan bevestigd was. De auto werd bij dochteronderneming Daimler in Coventry geassembleerd en had ook een Daimler-vloeistofkoppeling gekoppeld aan een Wilson-automatische versnellingsbak. De wielophanging werd verzorgd door halfelliptische bladveren en hydraulische schokdempers.

### Vermogen
Het Verenigd Koninkrijk kende het systeem van fiscaal vermogen, waarbij het belastingtarief werd afgeleid uit de boring en het aantal cilinders. Ondanks de zes cilinders viel de BSA Light Six door zijn kleine boring in de 12 HP (pk)-belastingklasse, maar in werkelijkheid leverde de motor ongeveer 34 pk.

### Uitvoeringen
Er waren vier uitvoeringen van de BSA Light Six. Allereerst de Saloon en de Coupé met vast dak, die allebei 315 pond kostten. De Streamlined Saloon (met aflopend dak) en de Sports Saloon kostten 325 pond. 

### Einde productie
In 1936 eindigde de productie van de BSA Ten, de Light Six en de Scout 9 HP.